# Lu sceccu lagnosu/Lu tamburru de la guerra
Lu sceccu lagnosu/Lu tamburru de la guerra è l'undicesimo singolo di Domenico Modugno.

## Il disco
Le due canzoni non ebbero successo all'epoca, e quindi questo singolo è da considerarsi una rarità.

La prima canzone parla di un asinello lamentoso, ed è scritta da Vincenzo D'Acquisto per il testo  e da Carlo Concina per la musica.
La seconda, scritta invece da Modugno con un testo molto intenso, descrive il momento in cui ad una mamma che aspetta con ansia il ritorno del figlio soldato dalla guerra viene invece portata una camicia bianca con una macchia rossa ed un buco in petto; la madre muore di dolore, chiamando il figlio morto.
La seconda canzone verrà anche reincisa con il titolo in italiano nell'album Con l'affetto della memoria nel 1971, e successivamente inclusa nell'antologia Tutto Modugno.